# Caradrina melancholica
Caradrina melancholica là một loài bướm đêm trong họ Noctuidae.